# Ertha Pascal-Trouillot
Ertha Pascal-Trouillot (fr ; nascuda el 13 d'agost de 1943) és una política haitiana que va exercir com a presidenta provisional d'Haití durant onze mesos el 1990 i el 1991. Va ser la primera dona en la història haitiana a ocupar aquest càrrec i la primera presidenta d'ascendència africana a Amèrica.

## Joventut
Ertha Pascal-Trouillot va néixer el 13 d'agost de 1943 al benestant barri residencial de Pétion-Ville, als turons sobre la concorreguda capital. El seu pare, Thimbles, era un treballador del ferro i va morir quan ella era jove. La seva mare Louise ( de soltera Dumornay) era modista i brodadora. Pascal-Trouillot era el novè de deu fills. Quan tenia 10 anys, ella i un dels seus germans van anar al liceu François Duvalier i van rebre la tutela del seu futur marit, Ernst Trouillot, que era "més de 20 anys més gran que ella".
El 1971, va obtenir la llicenciatura en dret a l'École de Droit des Gonaïves de Port-au-Prince.

## Trajectòria
Pascal-Trouillot ha exercit com a advocada, escriptora, professor i jutge del Tribunal Suprem.
Durant la dinastia Duvalier, va esdevenir la primera jutgessa d'Haití quan va ser nomenada al Tribunal de Primera Instància. Va ser la primera dona en formar part d'aquest tribunal. Mentre exercia com a presidenta del Tribunal Suprem, va esdevenir presidenta provisional del país el 13 de març de 1990, assumint la responsabilitat d'organitzar unes eleccions generals.
Pascal-Trouillot va guiar Haití durant la seva transició inicial de la dictadura a una nova democràcia amb eleccions lliures. Va treballar amb Karl Auguste en una comissió per revisar els codis civil i penal d'Haití després del col·lapse del règim de Duvalier. Segons un article de “L'union Suite”, la democràcia haitiana, tot i ser fràgil, ha resistit més cops d'estat, dificultats econòmiques i desastres naturals.